# Тэндай

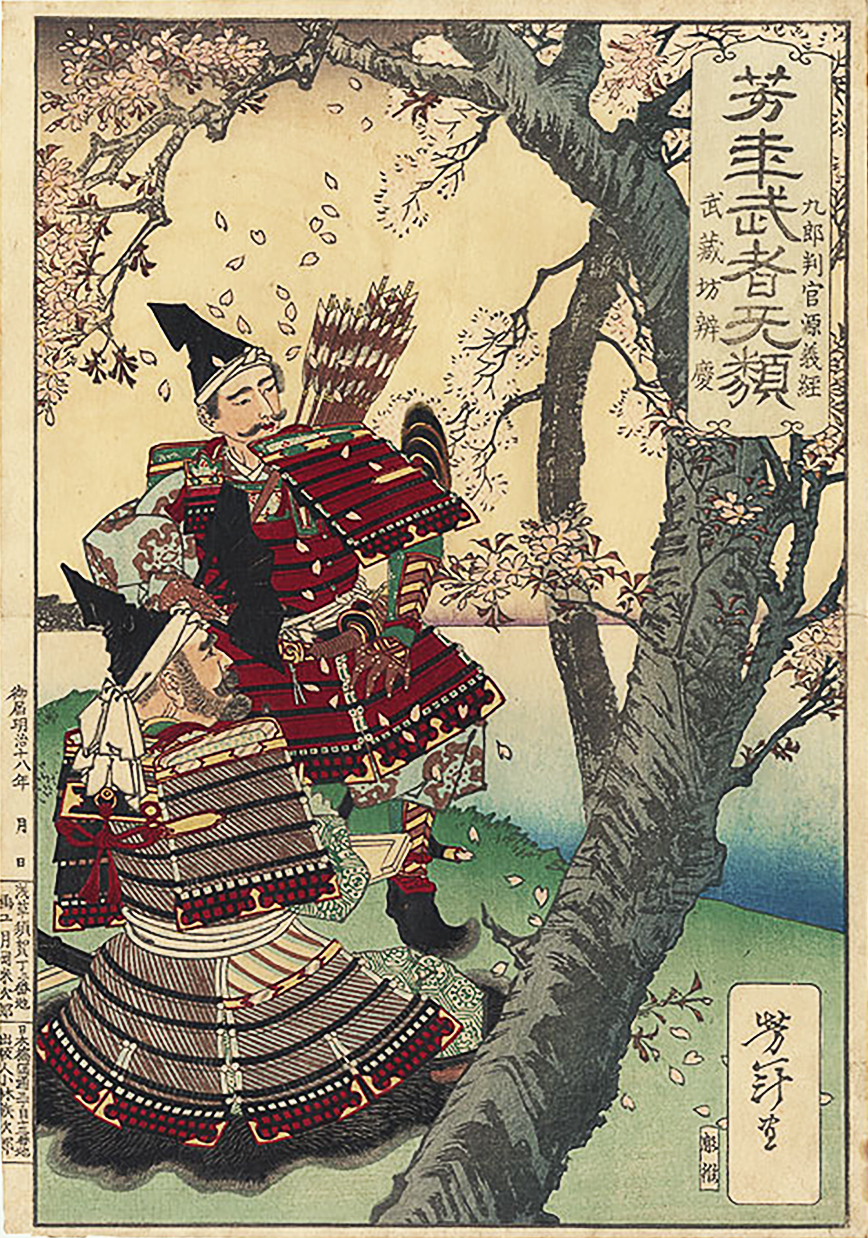
Воин-монах Бэнкэй и Минамото-но Ёсицунэ

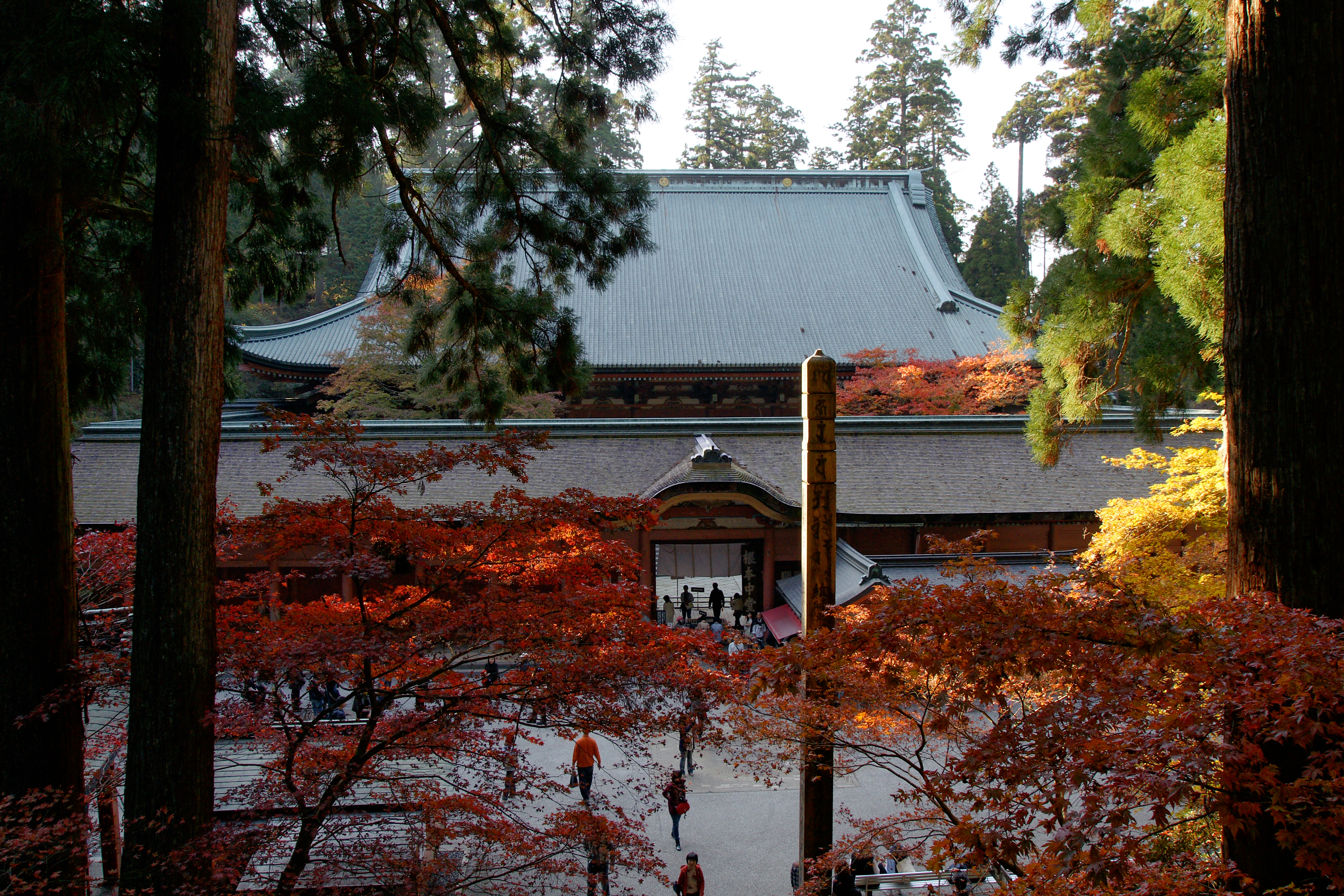
Храм Энряку-дзи на горе Хиэй

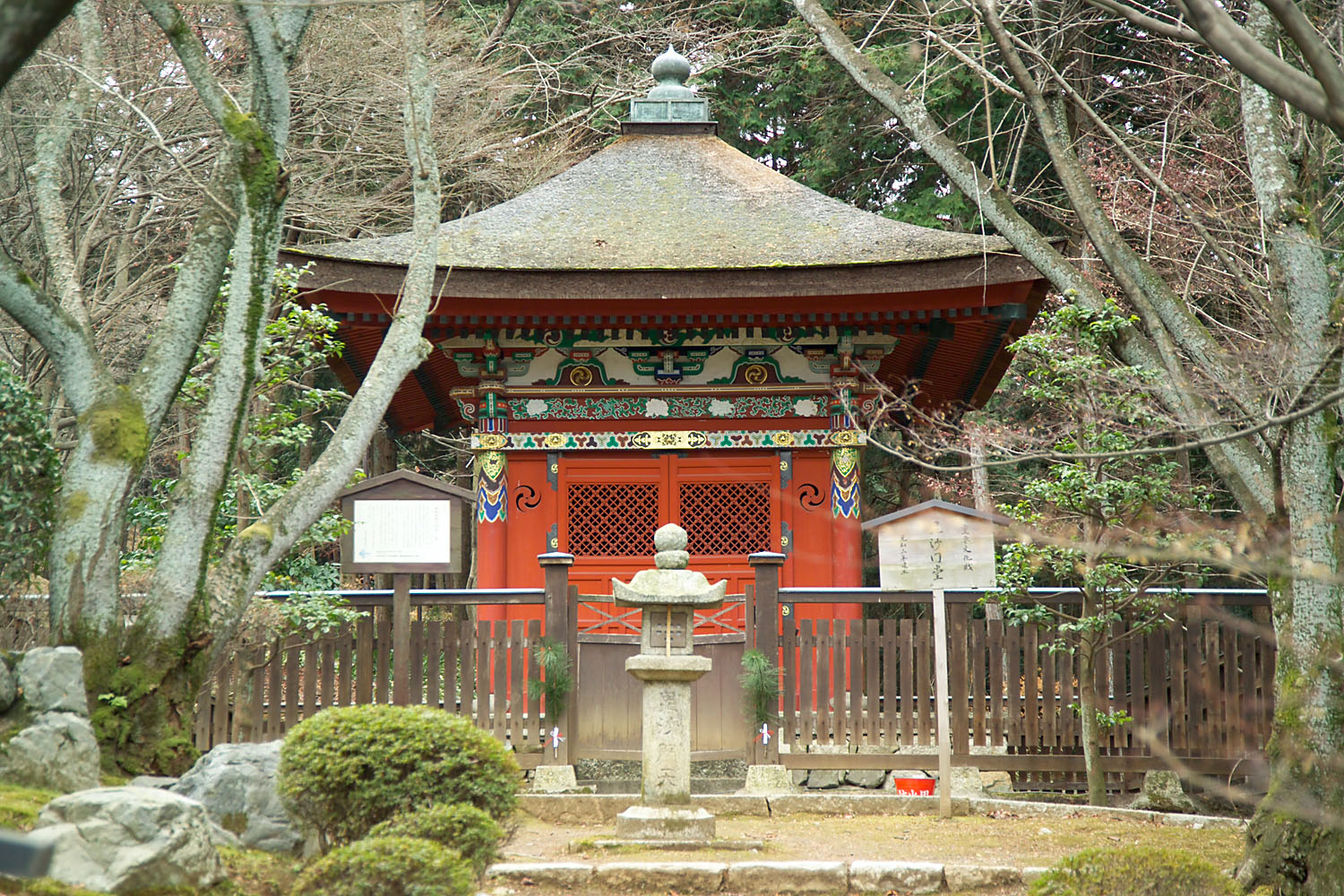
Храм Мии-дэра в префектуре Сига

Тэндай-сю (яп. 天台宗) — одна из основных буддийских школ Японии, возникшая из одноимённой китайской школы Тяньтай-цзун, называется также школой Лотосовой Сутры.

## История

### Появление школытяньтайв Японии
Учение тяньтай принёс в Японию ещё китайский монах Цзяньчжэнь (кит. 鑑眞, яп. 鑑真, яп. Гандзин) в середине VIII века, но это учение не было широко принято, а сам Гандзин основал и укрепил свою школу риссю. В 805 г. японский монах Сайтё (яп. 最澄; также Дэнгё-Дайси 伝教大師) практически заново принёс и распространил школу тэндай. В дальнейшем школа Тэндай претерпела значительное развитие и стала существенно отличаться от исходной китайской школы Тяньтай.
В 785 г. Сайтё, разочаровавшись в буддизме того времени, затворился с несколькими учениками в небольшом монастыре на горе Хиэй (яп. 比叡山). Отправившись в 804 в Китай, он получил сан наставника школы тяньтай, и был посвящён в некоторые ритуалы тантрического буддизма. Когда Сайтё вернулся из Китая с новыми текстами Тяньтай, он построил храм на горе Хиэй храм Энряку-дзи (яп. (延暦寺), который и стал центром японской школы тэндай на многие сотни лет.

### Доминирование школы тэндай при императорском дворе
После Сайтё школа тэндай стала очень авторитетной при дворе, что связано с деятельностью Эннина (яп. 圓仁), который девять лет изучал ритуалы тантры в Китае. Помимо Эннина, значительную роль играл также Энтин (яп. 圓珍), который находился в Китае на обучении в 853—858 годах.

### Раскол, разногласия и вооружённые конфликты между подшколами
Расцвет школы приходится на годы деятельности Рёгэна (912—985), 18-го настоятеля секты Тендай, тогда школа стала доминирующей и превзошла по своему влиянию на императорский двор школы хоссо и сингон. Успех привёл и к негативным последствиям. Внутри школы появились раздоры, в первую очередь за контроль над тантрическими линиями передачи, которые давали влияние при императорском дворе. Так как тантрические ритуалы означали выход в высший свет, возникли специальные касты «посвящённых» монахов, в которые не пускались посторонние. На этой почве возникли разногласия.
В X веке возникли споры между последователями Эннина и Энтина, в результате чего ученики Энтина покинули Энряку-дзи и обосновались в храме Мии-дэра (яп. 三井寺, иначе Ондзё-дзи (яп. 園城寺) у подножия горы Хиэй. Эти две подшколы называются дзимон (яп. 寺門, школа Энтина) и саммон (яп. 山門, школа Эннина).
Конфронтация вспыхивала по многим причинам — назначение настоятелем в каком-либо храме представителя другой секты, неприглашение на ритуал или торжество, невежливость или придворные интриги.
Разногласия через какое-то время вышли за пределы религии, философии и ритуала и перешли в многолетний вооружённый конфликт, обе секты сформировали вооружённые отряды монахов-воинов сохэй (яп. 僧兵). За двести лет баталий неоднократно организовывались военные походы и сжигались оба монастыря.
Первым серьёзным инцидентом стало назначение императором Ёкэя настоятелем храма Хоссё-дзи в 981 году, что не устроило последователей Эннина. Они собрали 200 вооружённых монахов и организовали жёсткую акцию протеста, вынудив императора переменить решение и отозвать Ёкэя. В 989 году император уже назначил Ёкэя настоятелем храма Энряку-дзи, что вызвало опять противостояние последователей Эннина, император послал войска из столицы, но Ёкэй в условиях конфронтации вынужден был подать в отставку.
В 993 году последователи Энтина подготовили военный поход с целью отомстить за отставку Ёкэя, они сожгли мемориальный храм Эннина на горе Хиэй. Это привело к репрессиям против сторонников Энтина, и 1000 его последователей из Энряку-дзи вынуждены были бежать в Мии-дэра.
В 1039 опять главой Энряку-дзи был назначен монах из Мии-дэра, 3000 возмущённых монахов окружили резиденцию Фудзивара Ёримити, требуя отмены назначения. Возникла вооружённая стычка между самураями и монахами, и Фудзивара вынужден был отменить решение, назначив настоятелем кандидата с горы Хиэй.
В 1095 возник ещё один вооружённый конфликт между монахами Энряку-дзи и самураями клана Фудзивара, сначала монахов выдворили из дворца, потом они атаковали столицу и добились возвращения смещённого настоятеля.
Четыре раза монахи Энряку-дзи атаковали Мии-дэра, первый раз в 1074, потом трижды монастырь Мии-дэра сжигали в 1081, 1121 и 1141, причём в 1141 монастырь был полностью сожжён и уничтожен, но позднее все равно смог отстроиться.
Несколько раз монахи объединялись. В 1081 объединённые силы атаковали монастырь Кофуку-дзи в Нара, но монахи Кофуку-дзи отразили атаку и сожгли в отместку Мии-дэра.
В 1113 монахи Энряку-дзи атаковали храм Киёмидзу-дэра в Киото, подчинённый Кофуку-дзи и сожгли его в отместку за назначение неугодного настоятеля.
В 1117 объединённые силы повторно атаковали монастырь Кофуку-дзи в Нара.
Когда в 1180 году началась война Гэмпэй (яп. 源平合戦) между феодальными кланами Тайра (平) и Минамото (源), монахи школы саммон поддерживали Тайра, а монахи дзимон — Минамото.
Когда война закончилась и установился сёгунат, конфликт утих, но трения между школами монахов длились ещё несколько столетий.

### Упадок
В 1571 году Ода Нобунага разрушил практически все храмы на Хиэй, и той и другой секты, в том числе и Энряку-дзи, после чего доминирование школы Тэндай в Японии завершилось.

### Восстановление
В эпоху Эдо (1600—1868) школа смогла восстановить своё положение в японском буддизме.

### Влияние тэндай на другие школы
Школа Тэндай сформулировала учение о Чистой земле Будды Амиды и разработала собственную философию хонгаку, оказавшую серьёзное влияние на догматику сект, выросших из школы Тэндай. Учение о «чистой земле» будды Амиды особенно расцвело в эпоху Камакура (1185—1333), когда Хонэн (яп. 法然) и Синран (яп. 親鸞聖人) основали независимые школы — Дзёдо-сю (яп. 淨土宗) и Дзёдо-синсю (яп. 淨土眞宗).
В то же время Нитирэн (яп. 日蓮), прошедший обучение на горе Хиэй, стал основателем собственной религиозной школы Нитирэн, в которой главным объектом поклонения являлась Лотосовая Сутра (яп. 法華経 хокэгё).

### Современное положение
Сейчас школе Тэндай подчинены около 4300 храмов, в которых обучаются и работают около 20 тыс. монахов и персонала, число адептов школы составляет почти 3 млн.

## Учение
Философия школы базируется на учении махаяны о «пустоте», объединяя философию мадхьямики c учением о татхагатагарбхе. Учение Тэндай комбинирует теории и практики многих школ, включая философские школы, дзэн, сингон и кэгон.
Вот краткое описание учения школы тэндай (и её китайского аналога Тяньтай) в соответствии с E.A. Торчинов Введение в буддологию:
Будда Шакьямуни после обретения пробуждения пребывал в самадхи «морского отражения», где он увидел весь мир как абсолютное единство бесконечного Ума. Своё видение Будда изложил в «Аватамсака-сутре», а потом в виде «Лотосовой сутры». Перед окончательным уходом в нирвану Будда проповедовал также «Махапаринирвана-сутру», которая в школе тяньтай считается подтверждением высшей истинности «Лотосовой сутры».
«Аватамсака-сутра», как считает школа тяньтай, доступна людям только с развитым интеллектом, тогда как «Лотосовая сутра» доступна и понятна как людям образованным, так и простым.
Две важнейшие идеи тяньтай — доктрина «в одном акте сознания — три тысячи миров» и концепция «единого ума».
Особенностью японской школы является также её частичное сочетание с тантрическими практиками. Школа тэндай рассматривала внутреннее и внешнее учение, под внутренним понималась тантра.